# 宋耀珊旧居
宋耀珊旧居是位于中国辽宁省沈阳市沈河区的一处民国初年历史建筑，现为沈阳市市级文物保护单位。该建筑位于小南街和兴巷12号，曾是民国时期奉天省及吉林省的银行行长、张作霖的追随者宋耀珊的私人宅邸。该旧居因其历史价值及建筑特点而受到关注，并于近年被纳入地方政府的活化利用计划中。

## 历史与建筑
宋耀珊旧居建于民国初年，其主人宋耀珊在当时担任银号总办，职位相当于奉天、吉林两省的银行行长。史料记载，宋耀珊与奉系军阀首领张作霖交情深厚，为人低调，鲜有事迹记录，但传说他曾为张作霖成为“东北王”筹措了大量运作资金。
该建筑最初为一座典型的中式四合院，具有一定的建筑规模与时代特色。作为沈阳市不可移动文物之一，其价值不仅体现在建筑风格上，也承载了其主人在民国时期东北地区的历史印记。

## 保护与现状
宋耀珊旧居被列为市级文物保护单位后，其保护状况一度引发社会关注。据报道，该建筑在一段时间内被用作货物仓库，院落内常有运输工人与货物进出，昔日的豪宅风貌不存。建筑的部分结构出现破损，例如部分房屋的屋顶由传统的青砖灰瓦被更换为铁皮，以应对漏雨等问题，但这也使其失去了原有的古典韵味。有资料亦显示，此处曾为滨河街道办事处所在地。
对于其残破的状况，有分析认为高昂的维护修缮成本是主要原因之一。同时，关于如何平衡老建筑保护与城市发展用地需求，以及历史建筑的产权问题，也引发了公众讨论。
根据2024年初的官方信息，沈河区政府已将宋耀珊旧居纳入区域文化旅游发展规划。作为沈阳市成功入选首批国家文化产业和旅游产业融合发展示范区的核心区域，沈河区计划对包括宋耀珊旧居在内的多处文物进行活化利用，旨在推动历史文化资源的保护与再生。这一举措标志着该建筑的未来将从仓储等用途转向更具文化价值的保护性开发。